# جائزة بريطانيا الكبرى للدراجات النارية 1998
جائزة بريطانيا الكبرى للدراجات النارية 1998 هو سباق دراجات نارية أقيم بتاريخ 5 يوليو 1998 في دونينجتون بارك. كان الجولة الثامنة من أصل 14 في سباق الجائزة الكبرى للدراجات النارية موسم 1998. فاز النيوزلندي سيمون كرافار بفئة 500 سي سي بينما جاء الأسترالي ميك دوهان في المركز الثاني وحصل على المركز الثالث الياباني نوريفومي أبي.

## وصلات خارجية
- الموقع الرسمي